# Obenroth
Obenroth ist ein Ortsteil der Gemeinde Eitorf im Rhein-Sieg-Kreis.

## Lage
Obenroth liegt in der Eitorfer Schweiz. Nachbarorte sind Lascheid, Käsberg und Keuenhof-Hove.

## Einwohner
1885 hatte Obenroth 13 Wohngebäude und 60 Einwohner.
1910 gab es in Obenroth die Haushalte Ackerer Franz, Fabrikarbeiter Heinrich, Ackerer Johann, Fabrikarbeiter Karl und Tagelöhner Wilhelm Bohlscheid, Maurer Philipp Gerlach, Schuster Matthias Hein, Ackerin Witwe Wilhelm Hönscheid, Invalide Franz Meis, Ackerin Witwe Barthel und Ackerin Gertrud Nüchel, Ackerer Barthel Schmidt, Ackerin Witwe Wilhelm Schmitz, Steinbrucharbeiter Johann Gerhard Siebigteroth und zwei Ackerer Josef Siebigteroth.
1925 waren hier 19 Haushalte verzeichnet, davon sieben Familien Bohlscheid.